# 特尔纳特苏丹国
特尔纳特苏丹国是印度尼西亚最老的穆斯林王国之一，由Baab Mashur Malamo建立于1257年。在巴布拉苏丹（Baabullah）时代（1570–1583）达到鼎盛的黄金时期。苏丹国范围包括印尼东部和菲律宾南部的一部分。特尔纳特苏丹国在15至17世纪是个区域大国以及世界主要的丁香生产地。现在特尔纳特苏丹国仅仅是文化的象征，苏丹也只是象征性的存在，并没有任何政治权利。
由Baab Mashur Malamo创立的王朝和苏丹国一样一直延续到现在。

## 历史

### 前殖民时期
苏丹国最初被命名为加皮王国（Gapi），不久后依首都之名改名为德那第。特尔纳特和邻国蒂多雷是世界的主要丁香产地，他们的统治者也成为印尼地区最富有最强大的苏丹之一。但是他们的财富却浪费在彼此间的攻伐中。直到荷兰人在19世纪将马鲁古群岛完全殖民化。特尔纳特苏丹国宣称其统治影响力远达安汶岛、苏拉威西岛及巴布亚。
部分原因是其依赖贸易的文化，特尔纳特成为伊斯兰教最早传播的地区之一，可能于15世纪后期来自爪哇岛。最初时，伊斯兰信仰仅限于特尔纳特的执政者家庭，后来缓慢扩散到其他居民中。
特尔纳特皇室在Marhum国王时期（1432–1486）转变为伊斯兰教信徒，他的儿子和继承人Zainal Abidin苏丹（1486–1500在位）制定了伊斯兰教法并将王国变为伊斯兰苏丹国，统治者称谓也从国王（Kolano）变为苏丹。
巴布拉苏丹（Baabullah）（1570–1583在位）时期是特尔纳特苏丹国的统治顶峰，其影响力远达苏拉威西岛东部、安汶岛、斯兰岛、帝汶岛、棉兰老岛南部还有巴布亚部分地区。邻近的蒂多雷苏丹国经常与之激烈竞争以控制周围岛屿，历史学家伦纳德·安达娅说，特尔纳特与蒂多雷的“二元”对抗是马鲁古群岛早期历史的主题。

### 16世纪至今

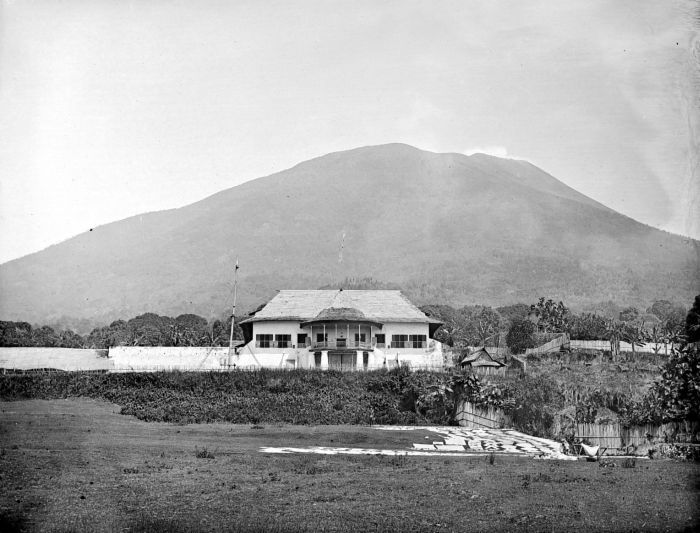
特尔纳特苏丹皇宫

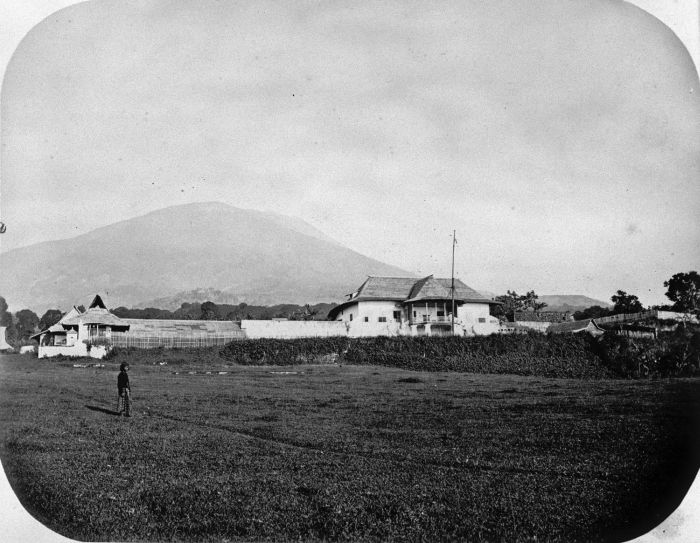
特尔纳特苏丹皇宫

第一批在特尔纳特停留的欧洲人是葡萄牙从马六甲起航远征的弗朗西斯科·塞拉（Francisco Serrão）团队，船只在斯兰岛附近遇险，被当地居民救起。Bayanullah苏丹（1500–1522在位）听说了他们遇险之事，看到有机会与一个强大的外国盟友结盟，于是他在1512年将弗朗西斯科·塞拉一行带到特尔纳特。葡萄牙人被允许在岛上建立一座堡垒，1522年开始建造，现被叫做卡斯特拉堡。但是葡萄牙人与特尔纳特人的关系从一开始就很紧张。
因为葡萄牙人的普遍恶行和基督教化的尝试，与特尔纳特穆斯林统治者的关系也变得紧张。1535年，Tabariji苏丹被废位并由葡萄牙人送到果阿，他改信基督教并将名字改为Dom Manuel。在宣布对他无辜之后又被送回重承王位，但是他在1545年回程途中死于马六甲。他将安汶岛遗赠给了他的葡萄牙教父Jordão de Freitas。继任的Hairun苏丹被葡萄牙人谋杀，特尔纳特人于1575年在经过5年的包围后驱逐了葡萄牙人。安汶成为了葡萄牙人在马鲁古群岛殖民活动的新中心。欧洲势力在这一地区变弱，而特尔纳特却不断强大，在巴布拉苏丹（Baabullah）（1570–1583在位）和他的儿子Said苏丹统治下，特尔纳特成为了激烈的伊斯兰国家和反葡国家。

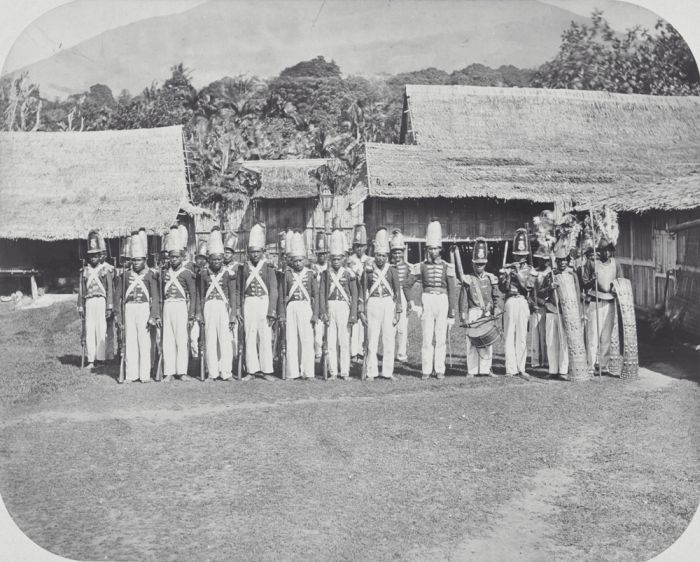
苏丹的护卫

西班牙军队在1606年从特尔纳特人手中攻下原先的葡萄牙堡垒，将特尔纳特苏丹及随从驱逐到马尼拉。1607年，荷兰人来到特尔纳特，在特尔纳特人的帮助下建起堡垒。特尔纳特岛这时分为两股势力：西班牙人与蒂多雷人结盟，荷兰人与特尔纳特人结盟。对特尔纳特统治者来说，荷兰人是有用的，荷兰人的存在给了他们军事优势以抗衡蒂多雷和西班牙。尤其在Hamzah苏丹（1627–1648在位）时期，特尔纳特扩大了领土并加强了对周围地区的控制。荷兰对特尔纳特的影响是有限的，虽然Hamzah和他的侄孙以及继位者Mandar Syah苏丹（1648–1675）已经向荷兰东印度公司让出部分地区以换取平息那里的叛乱。西班牙人则在1663年放弃了马鲁古。
为了恢复特尔纳特苏丹国曾经的荣耀并驱逐西方殖民者，Sibori苏丹（1675–1691在位）向荷兰宣战。但是多年来特尔纳特的力量大大减小，1683年被迫与荷兰签订不平等条约失去了更多的土地。通过这个条约，特尔纳特也失去了与荷兰的平等地位并成为其附庸。但是，特尔纳特的苏丹以及人民从未完全被荷兰控制。
在18世纪，特尔纳特曾是荷兰东印度公司一位总督的所在地，殖民者试图控制马鲁古群岛北部的所有贸易。到19世纪，香料贸易大幅下滑，因此该地对荷兰来说不再那么重要，但是荷兰仍在该地区保持控制以防被其他殖民国家占领。在1800年荷兰东印度公司被荷兰政府国有化之后，特尔纳特成为马鲁古政府（Gouvernement der Molukken）的一部分。特尔纳特在1810年被英国军队占领，1817年复归荷兰控制。1824年成为包含哈马黑拉岛、整个新几内亚西海岸、苏拉威西岛中东部海岸等地区的行政区的首府。到1867年，新几内亚所有被荷兰占领的地区并入到此行政区内。之后特尔纳特行政区（Afdeeling Ternate）的中心逐渐转移到安汶（安波那），1922年成立新的安波那行政区（Afdeeling Amboina），特尔纳特行政区的中心回到特尔纳特。
Haji Muhammad Usman苏丹（1896–1914在位）企图煽动叛乱以赶走荷兰人，但是叛乱失败，他的苏丹王位被废黜，资产被没收，他被流放到万隆，在那里度过余生直到1927年去世。特尔纳特的苏丹王位也从1914年空置到1927年，直到荷兰庇护下的部长委员会加冕Iskandar Muhammad Jabir王子为下任苏丹。
Sultan Mudaffar Sjah二世在2015年去世，他妻子家庭的男性成员、在2012年被封为特尔纳特王子的荷兰人Van Gelders，从Mudaffar去世后接管苏丹事务（尚未加冕苏丹称号）。

## 苏丹列表
| 特尔纳特国王（Kolano）              | 在位      |
| ----------------------------------- | --------- |
| Baab Mashur Malamo                  | 1257–1277 |
| Poit [Jamin Qadrat]                 | 1277–1284 |
| Komala 'Abu Said [Siale]            | 1284–1298 |
| Bakuku [Kalabata]                   | 1298–1304 |
| Ngara Malamo [Komala]               | 1304–1317 |
| Patsaranga Malamo [Aitsi]           | 1317–1322 |
| Cili Aiya [Sidang Arif Malamo]      | 1322–1331 |
| Panji Malamo [A'ali]                | 1331–1332 |
| Shah Alam                           | 1332–1343 |
| Tulu Malamo [Fulu]                  | 1343–1347 |
| Kie Mabiji [Buhayati 一世]          | 1347–1350 |
| Ngolo-ma-Kaya [Muhammad Shah]       | 1350–1357 |
| Mamoli [Momole]                     | 1357–1359 |
| Gapi Malamo 一世 [Muhammad Bakar]   | 1359–1372 |
| Gapi Baguna 一世                    | 1372–1377 |
| Komala Pulu [Bessi Muhammad Hassan] | 1377–1432 |
| Marhum [Gapi Baguna 二世]           | 1432–1486 |

| 特尔纳特苏丹（Sultan）             | 在位      |
| ---------------------------------- | --------- |
| Zainal Abidin                      | 1486–1500 |
| Bayanullah                         | 1500–1522 |
| Hidayatullah                       | 1522–1529 |
| Abu Hayat                          | 1529–1533 |
| Tabariji                           | 1533–1534 |
| Khairun Jamil                      | 1535–1570 |
| Babullah Datu Shah （巴布拉苏丹）  | 1570–1583 |
| Said Barakat Shah                  | 1583–1606 |
| Muzaffar Shah 一世                 | 1607–1627 |
| Hamzah                             | 1627–1648 |
| Mandar Shah [Manlarsaha]           | 1648–1650 |
| Manilha                            | 1650–1655 |
| Mandar Shah                        | 1655–1675 |
| Sibori                             | 1675–1689 |
| Said Fathullah                     | 1689–1714 |
| Amir Iskandar Zulkarnain Saifuddin | 1714–1751 |
| Ayan Shah                          | 1751–1754 |
| Syah Mardan                        | 1755–1763 |
| Jalaluddin                         | 1763–1774 |
| Harun Shah                         | 1774–1781 |
| Achral                             | 1781–1796 |
| Muhammad Yasin                     | 1796–1801 |
| Muhammad Ali                       | 1807–1821 |
| Muhammad Sarmoli                   | 1821–1823 |
| Muhammad Zain                      | 1823–1859 |
| Muhammad Arsyad                    | 1859–1876 |
| Ayanhar                            | 1879–1900 |
| Muhammad Ilham [Kolano Ara Rimoi]  | 1900–1902 |
| Haji Muhammad Usman Shah           | 1902–1915 |
| Iskandar Muhammad Jabir Shah       | 1929–1975 |
| Mudaffar Sjah                      | 1975–2015 |

## 苏丹王宫
现存的苏丹王宫建于1796年，恢复了半殖民地的风格，部分是博物馆以及苏丹的家。博物馆展示了自1257年以来的特尔纳特王室家谱，葡萄牙和荷兰殖民者的头盔、剑和盔甲，还有前苏丹的大事记。

## 资料来源
1. ↑  .   [2017-05-24]. （原始内容存档于2020-11-11）.
2. ↑  Witton, Patrick. . Melbourne: Lonely Planet. 2003: 821. ISBN 1-74059-154-2.
3. ↑  Ricklefs, M.C. . London: MacMillan. 1993: 24. ISBN 0-333-57689-6.
4. ↑  Ricklefs, M.C. . London: MacMillan. 1993: 25. ISBN 0-333-57689-6.
5. 1 2  .   [2017-05-24]. （原始内容存档于2020-11-17）.
6. 1 2  .   [2017-05-24]. （原始内容存档于2020-02-01）.
7. 1 2  .   [2017-05-24]. （原始内容存档于2020-02-01）.
8. 1 2  .   [2017-05-24]. （原始内容存档于2020-11-17）.

## 延伸阅读
- 童莹; 王晓. . 民族研究. 2021, (6): 54–66+136.